# Dümde

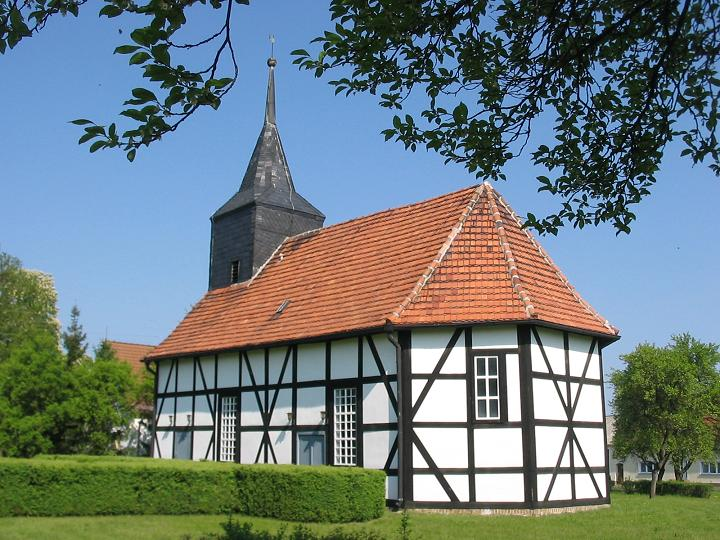
Dorfkirche in Dümde

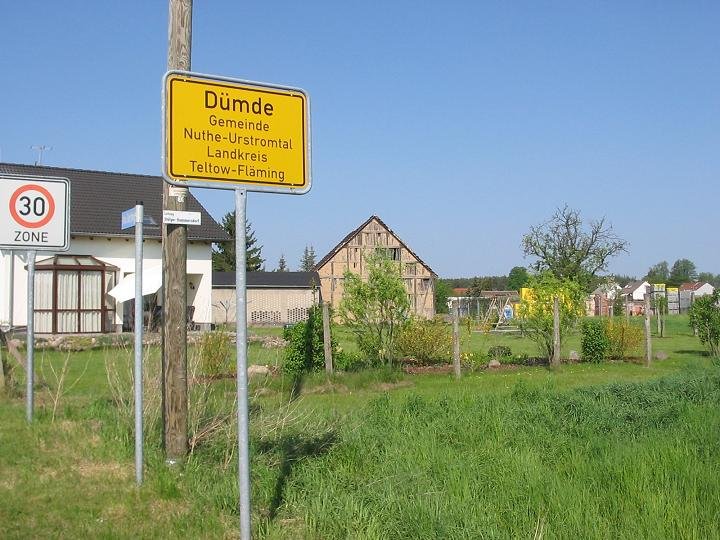
Ortseingang

Dümde ist ein Ortsteil der Gemeinde Nuthe-Urstromtal im Landkreis Teltow-Fläming in Brandenburg.

## Lage
Dümde liegt im Glogau-Baruther Urstromtal etwa zehn Kilometer östlich des Stadtzentrums von Luckenwalde und 17 Kilometer westlich von Baruth/Mark. Umliegende Ortschaften sind – durch das Hammerfließ getrennt – Schönefeld im Norden, der zur Stadt Baruth/Mark gehörende Ortsteil Horstwalde im Osten, Lynow im Südosten, Stülpe im Süden, Holbeck im Südwesten sowie Gottow im Westen. Die höchste Erhebung ist der 55,0 m hohe Wölkchenberg, der rund 840 m südwestlich des Dorfzentrums liegt.
Dümde liegt an der Landesstraße 70 von Petkus nach Trebbin. Die Bundesstraße 115 verläuft etwa 14 Kilometer südlich des Ortes. Die nächstgelegene Autobahnanschlussstelle Baruth/Mark an der Bundesautobahn 13 ist etwa 29 Kilometer in östlicher Richtung von Dümde entfernt.

## Geschichte und Etymologie

### 14. bis 16. Jahrhundert
Dümde wurde 1317 erstmals urkundlich als villa Dummede erwähnt. Der Ortsname stammt aus der niedersorbischen Sprache und bedeutet Rauch. Von 1317 bis 1553 gehörte der Rundling zum Kloster Zinna, vorher lag die Grundherrschaft über Dümde beim Ritter von Katteritz(Katheritz). In dieser Zeit wurde 1407 westlich der Straße nach Stülpe und östlich des Mühlenfließes ein Burgwall genannt, der bislang aber nicht ermittelt werden konnte. Die slawische Siedlungsform des Dorfes ist noch heute erkennbar. Das Dorf wurde zu dieser Zeit als vber denn Sehe, die Thumbde genannt. Der Ort war Grenzfeste; das Hammerfließ Grenzfluss zwischen dem zu dieser Zeit kursächsischen Schönefeld vom magdeburgischen Dümde. Im Jahr 1480 hatte sich die Schreibweise Dvmde etabliert. Im Ort lebten zu dieser Zeit der Dorfschulze mit zwei Lehnhufen sowie zehn Einhufner und zwei Kossäten. Die Gemarkung war insgesamt 12 Hufen groß. Die Bewohner waren dem Kloster zu Abgaben verpflichtet und leisteten im Jahr 1534 insgesamt 4 Rheinische Gulden (fl) 3 Groschen (gr) 4 Pfennig (d) zum 50. Pfenning. Nach der Reformation übernahm das Amt Zinna das Dorf mit allem Recht und Kirchenpatronat. Dort lebten im Jahr 1562 insgesamt 21 Hauswirte. Dies waren der Schulze mit zwei Lehnhufen, zehn Einhufner und mittlerweile zehn Kossäten, von denen jeder einen Acker besaß (1568). Im Dümde muss es bereits eine Dorfkirche gegeben haben, denn ausweislich einer Visitation im Jahr 1562 bekam der Pfarrer von den Hufnern ein Wispel Roggen. Die Kirche besaß einen Garten, zwei Stücke Acker; der Küster erhielt von jedem Hauswirt zwei Brote und zwei Eier. Die Struktur blieb in den folgenden Jahrzehnten konstant: 1584 lebten nach wie vor 21 Hauswirte im Dorf, die 5 Taler zum 70. Pfenning zahlten (1586).

### 17. Jahrhundert
Um 1600 lebten im Dorf nach wie vor 21 Hauswirte; 1609 waren es der Schulze, zehn Hufner und elf Kossäten. Im Dreißigjährigen Krieg brannte Dümde vollständig ab und lag 1642 wüst. Der Pfarrer erhielt 1 Wispel Roggen und 52 Eier, der Küster 44 Brote und 44 Eier. Im Frieden, d. h. vor den Kampfhandlungen, lebten im Dorf 20 besessene Mann: ein Lehnmann, zehn Hufner und zehn Kossäten. Der Schulze besaß nach wie vor zwei Lehnhufen, es gab zehn Einerbhufner, zehn Gärtner (Kossäten) mit je einem Garten „hinterm Hause“ sowie eine Windmühle. Das Dorf zwar nach wie vor zwölf Hufen groß. Neben den Gärten besaßen die Kossäten „noch etliches Beiland, ein Teil liegt beim Junkerhammer, der andere Teil hinter des Schulzens Hof, der dritte Teil nach Schönefeld zu“. Durch die Bezeichnung Junkerhammer wird deutlich, dass in Dümde oder Umgebung zu dieser Zeit auch Eisen gewonnen bzw. verarbeitet wurde. Nach dem Krieg kam Dümde zu Preußen und das Hammerfließ bildete die Grenze zu Sachsen. Dümde erholte sich nach und nach: Im Jahr 1681 gab es 21 Güter, darunter einen besetzten Schulzenhof. Von den zehn Hufnern waren sechs gangbar, von den zehn Kossäten fünf gangbar, d. h. wieder besetzt. Bis 1686 war die Einwohneranzahl auf sieben Hufner und vier Kossäten angewachsen. Der Schulze besaß nach wie vor zwei Hufen, auf denen er 25 Scheffel Aussaat ausbrachte. Hinzu kamen 5 Scheffel Aussaat im Garten, jedoch – wie seine Nachbarn auch – kein Wiesenwachs. Er besaß eine Wohnung mit Garten und Weide und durfte Viehzucht betreiben. Sie sechs Einhufner kamen auf je 11 Scheffel Aussaat. Auch sie besaßen einen Hof mit Garten und Weide und durften Viehzucht betreiben. Die vier Kossäten brachten jeder 3 Scheffel Aussaat und 3 Scheffel Aussaat im Garten aus. Vier Bauerngüter und sechs Kossätenhöfe lagen nach wie vor wüst. Allerdings waren davon drei Bauerngüter und ein Kossätenhof im Anbau begriffen.

### 18. Jahrhundert
Im Jahr 1727 lebten im Dorf der Lehnmann, zehn Hufner und neun Kossäten. Ein Jahr später kamen die elf Bauern auf ihren zwölf Hufen auf 6 Wispel 65 Scheffel 8 Metzen Aussaat. Bis 1738 waren alle Höfe wieder besetzt; es hatte sich ein Büdner angesiedelt. In den folgenden Jahren blieb die Struktur weitgehend konstant: Im Jahr 1745 lebten im Dorf elf Hufner und zehn Kossäten; es gab eine Windmühle. Vier Jahre später erschienen zwei Häusler in den Akten. Im Jahr 1749/1755 waren es ein Zweihufner (der Lehnschulze), zehn Einhufner, zehn Kossäten und zwei Büdner, darunter ein Soldat. Außerdem lebten ein Paar und zwei einzelne Einlieger im Dorf. Die Windmühle muss in dieser Zeit abgebrannt sein, denn sie wurde 1750 auf der wüsten Mühlenstätte neu errichtet. Ausweislich einer Statistik aus dem Jahr 1772 lebten im Dorf elf Hufner, neun Kossäten und sechs Büdner. Es gab 24 Männer, 22 Frauen, vier alte Männer und sieben alte Frauen. Sie wurden von je sechs Knechten und Mägden unterstützt. Die beiden Einliegerfamilien bestanden aus zwei Männern und zwei Frauen mit drei Söhnen und einer Tochter. Drei Jahre später erschien erstmals die Schreibweise Dümde. Im Jahr 1791 lebten nach wie vor elf Bauern und zehn Kossäten im Dorf. Es gab mittlerweile fünf Büdner und sieben Hausleute oder Einlieger sowie den Müller, die insgesamt 29 Feuerstellen (=Haushalte) betrieben. Im Jahr 1793 entstand eine Fachwerkkirche.

### 19. Jahrhundert
Im Dorf lebten im Jahr 1801 der Lehnschulze, je zehn Ganzbauern und Ganzkossäten sowie vier Büdner und nur noch ein Einlieger. Es gab mittlerweile einen Krug sowie nach wie vor eine Windmühle. Die Bewohner betrieben 30 Feuerstellen und bewirtschafteten zwölf Bauernhufen. Auf dieser Fläche von 265 Morgen 130 Quadratruten (QR) brachten sie je 12 Wispel 10 Scheffel 15 Metzen Aussaat aus (1812). Bis 1818 hatte sich neben dem Mahlmüller mit einem Stellmacher ein weiteres Gewerk angesiedelt, zu dem sich bis 1837 ein Tischlermeister und ein Schneidermeister hinzugesellten. Es gab elf männliche und sechs weibliche Dienstboten sowie 32 Wohnhäuser. Die Gemarkung war im Jahr 1858 insgesamt 2250 Mg groß: 30 Mg Gehöfte, 80 Mg Gartenland, 800 Mg Acker, 500 Mg Wiese und 150 Mg Weide sowie 690 Mg Wald. Dort standen vier öffentliche, 36 Wohn- und 76 Wirtschaftsgebäude, darunter eine Getreidemühle.

### 20. und 21. Jahrhundert
Im Jahr 1900 war Dümde insgesamt 579,8 Hektar groß. Im Dorf standen 45 Häuser; dort lebten ein Altsitzer, ein Büdner und Arbeiter, ein Büdner und Gastwirt sowie ein Büdner und Mauerer, der nebenberuflich zehn Hektar Land bewirtschaftete. Es gab zwei Halbhufner mit 19 Hektar und 16 Hektar Land sowie sieben Hufner, die zweimal 35 Hektar, zweimal 34 Hektar, 33 Hektar, 32,5 Hektar und 31,5 Hektar Land besaßen. Die acht Kossäten bewirtschafteten 21 Hektar, 19 Hektar, 18 Hektar, 16 Hektar, 14 Hektar, zweimal 13,5 Hektar und 13 Hektar. Es gab einen Lehrer sowie drei Stammgutsbesitzer, die 24 Hektar, 20 Hektar und 9 Hektar bewirtschafteten. Durch den Ort führte eine Strecke der Königlich Preußischen Militär-Eisenbahn, auf der in der Zeit zwischen 1915 und 1919 strömungstechnische Versuche durchgeführt wurden. Auf den propellerangetriebenen Schnellbahnwagen wurden Geschwindigkeiten von 130 bis 150 km/h erreicht. Im Jahr 1931 wurde Dümde zur Landgemeinde mit 45 Wohnhäusern und 60 Haushaltungen. Eine Statistik von 1939 führte zehn land- und forstwirtschaftliche Betriebe auf, die zwischen 20 Hektar und 100 Hektar bewirtschafteten. Elf Betriebe waren zwischen 10 und 20 Hektar, sieben zwischen 5 und 10 Hektar sowie 14 zwischen 0,5 und 5 Hektar groß.
Nach dem Zweiten Weltkrieg wurden 28 Hektar enteignet: 19,2 Hektar Wiese und Weide sowie 8,7 Hektar Wald. Davon erhielten sechs landlose Bauern und Landarbeiter insgesamt drei Hektar, weitere 23 Hektar gingen an 20 landarme Bauern sowie zwei Hektar an acht nicht-landwirtschaftliche Arbeiter und Angestellte. Im Zuge der Umverteilung gingen offenbar auch 20 Hektar Wiese aus Stülpe an 34 Einwohner. Am 25. Juli 1952 wurde die Gemeinde dem neu gebildeten Kreis Luckenwalde im Bezirk Potsdam zugeordnet. Ein Jahr später gründete sich eine LPG Typ I mit 20 Mitgliedern und 74 Hektar Fläche, die 1955 in eine LPG Typ III überging. Diese wurde 1959 an die LPG Typ III Schönefeld angeschlossen. Ein Jahr später bestand im Dümde die LPG Typ I mit elf Mitgliedern und 46 Hektar Fläche (1961), die wiederum ein Jahr später an die LPG Typ I in Schönefeld angeschlossen wurde.
Nach der Wende lag Dümde im Landkreis Luckenwalde in Brandenburg. Nach der Kreisreform in Brandenburg am 6. Dezember 1993 wurde Dümde schließlich dem neu gebildeten Landkreis Teltow-Fläming zugeordnet und zusammen mit 22 weiteren bis dahin selbstständigen Gemeinden zu der neuen Gemeinde Nuthe-Urstromtal zusammengeschlossen.
Ortsvorsteher von Dümde ist Birgit Hinze (Stand: 2021).

## Bevölkerungsentwicklung
| 1875 | 270 | 1939 | 247 | 1981 | 227 |
| 1890 | 256 | 1946 | 312 | 1985 | 234 |
| 1910 | 243 | 1950 | 300 | 1989 | 229 |
| 1925 | 253 | 1964 | 265 | 1992 | 218 |
| 1933 | 242 | 1971 | 248 |      |     |

## Kultur und Sehenswürdigkeiten

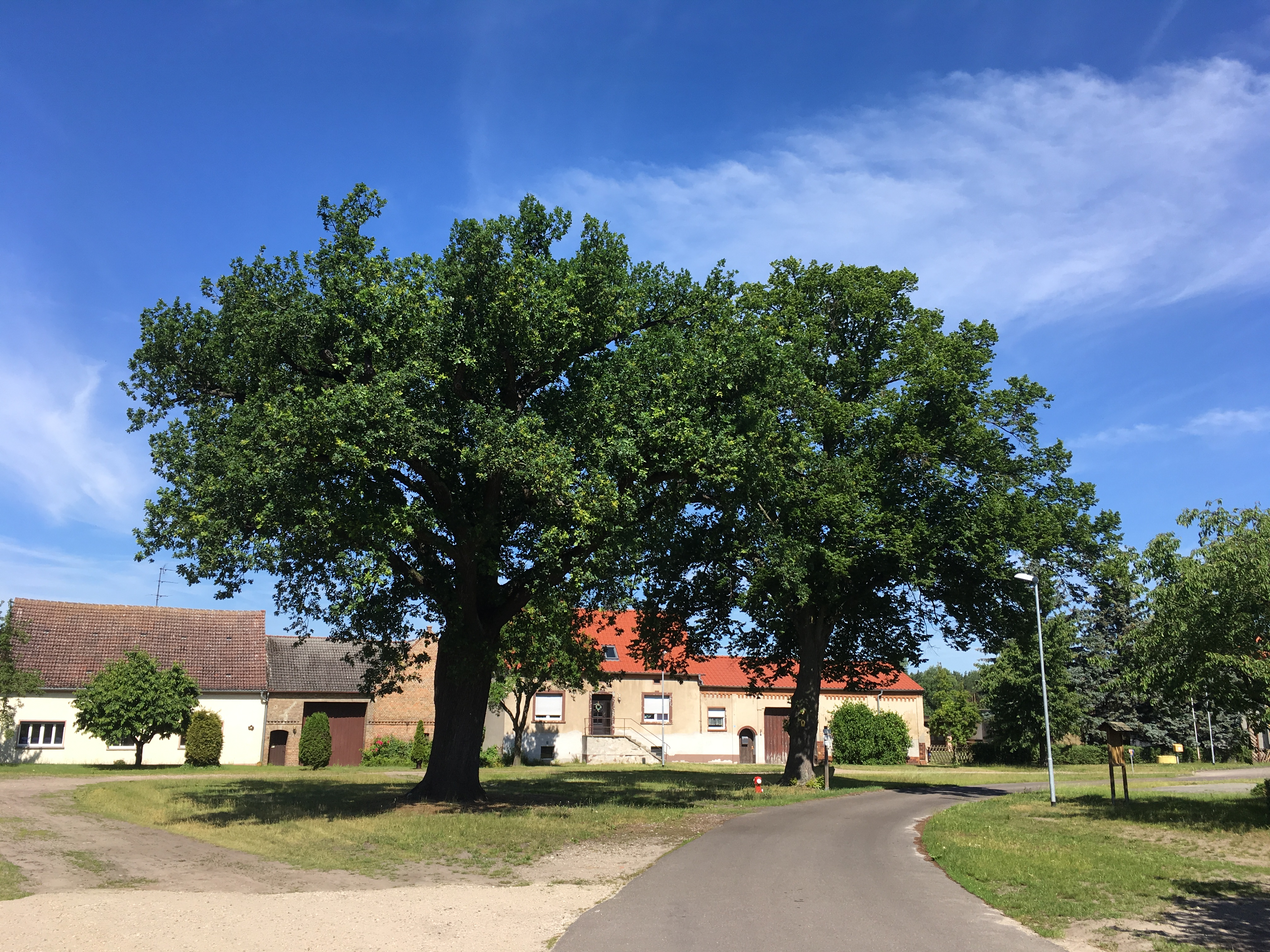
Eichen auf dem Dorfanger

- In Dümde gibt es die einzige Fachwerkkirche der Gemeinde Nuthe-Urstromtal, die Dorfkirche Dümde. Das Bauwerk entstand Ende des 18. Jahrhunderts. Der Ort ist Sitz einer Kirchengemeinde, welche zur Evangelischen Kirche Berlin-Brandenburg-schlesische Oberlausitz gehört.
- Denkmal für die Gefallenen der Weltkriege
- Auf dem Dorfanger stehen zwei Eichen unter Naturschutz.
- Südlich von Dümde liegt die Strichdüne Lange Horstberge, südlich hiervon erstrecken sich die Flemmingwiesen, eine Niederungslandschaft im Baruther Urstromtal.
- Durch den Ort führen drei Routen des FlämingWalks: der 11,1 km lange Schlangenbergweg, der 16,8 km lange Zwei-Dörfer-Weg sowie der 17,6 km lange Flemmingwiesenweg.